# Francesco di Giorgio Martini
Francesco di Giorgio Martini (Siena, settembre 1439 – Siena, 29 novembre 1501) è stato un architetto, teorico dell'architettura, pittore, ingegnere, scultore e medaglista italiano.

## [1]Biografia
Figlio di Giorgio di Martino del Viva, viene battezzato il 23 settembre 1439 a Siena come Franciescho Maurizio di Giorgio di Martino pollaiolo.

### Il periodo di formazione a Siena

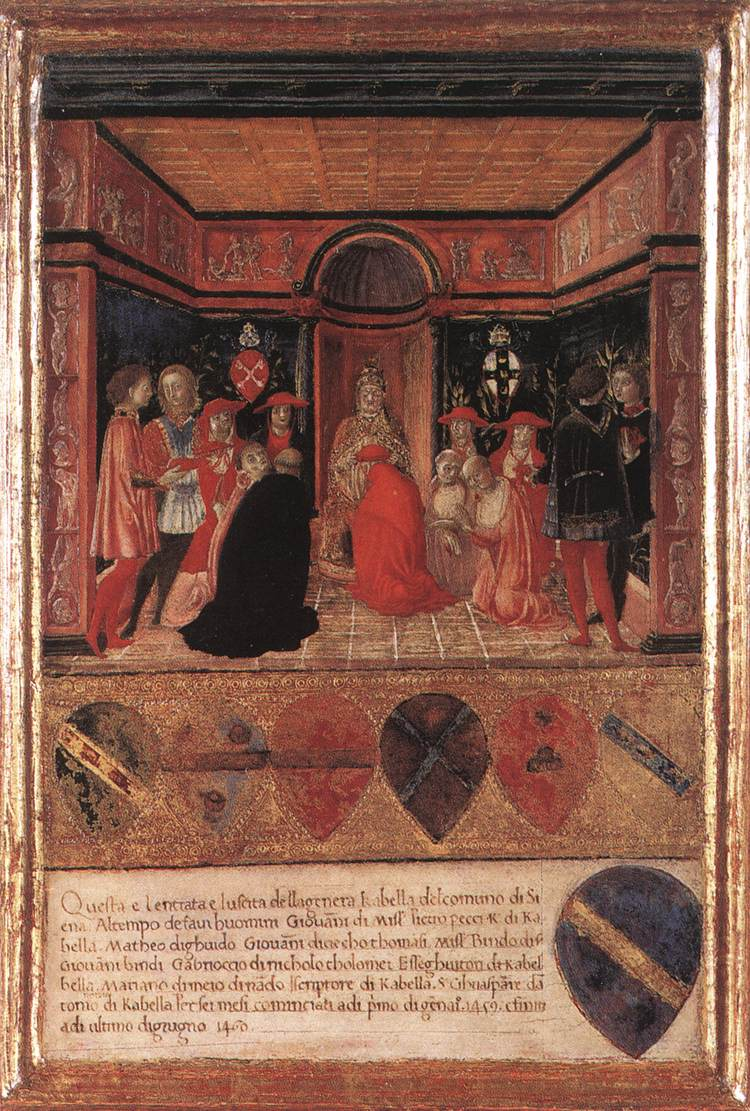
Papa Pio II che nomina cardinale il nipote Francesco Todeschini Piccolomini, 1460, Siena, Archivio di Stato

Il primo documento che lo riguarda come artista risale al 1460, quando viene nominato come pittore con Benvenuto di Giovanni e il Vecchietta, facendo presupporre che fosse allievo di quest'ultimo. Ma è comunque lo stile delle prime opere di Francesco di Giorgio a indicare un periodo di formazione presso la bottega del Vecchietta..
Le prime opere attribuitegli sono la tavoletta del registro della gabella (ufficio delle entrate della Repubblica di Siena) del 1460, ritraente Papa Pio II che nomina cardinale il nipote Francesco Todeschini Piccolomini e il Codice miniato per un antifonario dell'Abbazia di Monte Oliveto Maggiore, anch'esso del 1460 circa, raffigurante la Natività. In questo primo periodo di attività artistica, almeno fino al 1467 circa, Francesco di Giorgio Martini espleta la sua attività artistica solo attraverso piccole opere pittoriche, quali codici miniati, copertina di registri amministrativi e predelle di più ampie tavole, suggerendo che si trattasse di un giovane artista agli albori, ben lontano da incarichi di rilievo.
La prima commessa documentata risale al 1464, ed è per una scultura in legno raffigurante San Giovanni Battista. Il fatto che un così giovane artista si dedicasse a opere sia pittoriche che scultoree non fa che confermare la formazione presso il Vecchietta, anch'egli scultore e pittore al tempo stesso.
Tra il 1463 ed il 1464 sembra si sia recato a Firenze per aggiornarsi sulle novità culturali. Negli stessi anni o poco prima si recò a Roma insieme al Vecchietta, avendo modo di osservare i resti dell'architettura classica. La sua formazione fu infatti complessa, estesa alla pittura, alla scultura, all'architettura e allo studio della trattatistica architettonica, compreso Vitruvio. Ebbe modo anche di studiare manoscritti con le macchine e le invenzioni del Taccola che poi sviluppò nella sua attività di trattatista.
Si sposò il 3 novembre 1467 con Cristofana di Cristofano di Compagnatico. Ma due anni dopo si sposò di nuovo con la figlia di Antonio di Benedetto Nerocci di Siena, da cui ebbe almeno otto figli. Si ipotizza che la prima moglie fosse morta di parto qualche mese prima.
Nel 1469 viene nominato soprintendente al sistema dei Bottini di Siena, un complesso sistema di gallerie sotterranee che portava acqua a Siena, indicando che già in questi anni Francesco di Giorgio svolgesse opere di ingegneria e architettura.

### Il Pittore indipendente

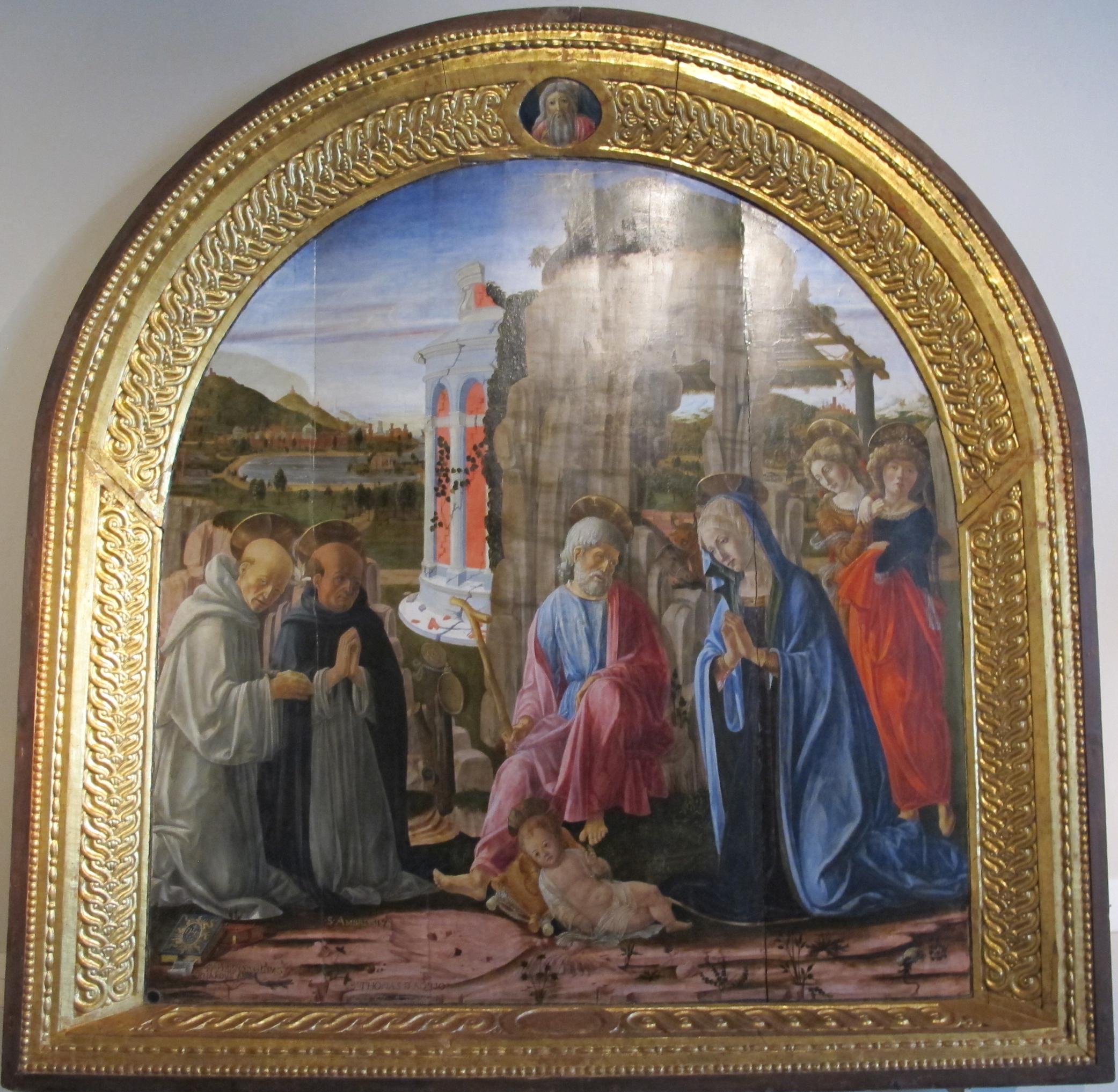
Natività, 1475, Pinacoteca Nazionale di Siena

A partire dal 1467-1470 e fino al 1475 circa, Francesco di Giorgio produce le prime opere con uno stile nuovo, tutto suo e inconfondibile: una compostezza e una eleganza tutta senese delle scene e delle figure, in cui tuttavia queste ultime emergono eburnee, aggraziate, dolcemente espressive, in un lume chiarissimo. È ancora la pittura a occupare gran parte del suo tempo e lo troviamo a operare a Siena e dintorni con diversi collaboratori e ricevere importanti commesse come l'Annunciazione per la Chiesa di San Domenico a Siena (1470-1472), l'Incoronazione della Vergine per l'Abbazia di Monte Oliveto Maggiore (1472-1473), e la Natività per il Monastero di Monte Oliveto Minore, fuori Porta Tufi (1475), tutte opere conservate oggi nella Pinacoteca Nazionale di Siena. Abbondano anche le tavole con la Madonna e il Bambino.
Nelle opere maggiori le composizioni si arricchiscono anche di una plasticità volumetrica e di una prospettiva tutte fiorentine. Ciò è evidente soprattutto nell'ultima opera di questo periodo, la Natività dell'Abbazia di Monte Oliveto Minore fuori Porta Tufi, opera firmata e datata con certezza al 1475 e conservata oggi nella Pinacoteca Nazionale di Siena, opera in cui il Gotico Internazionale senese del primo Francesco di Giorgio passa il testimone allo stile rinascimentale del pittore maturo.

### A Urbino e nelle Marche

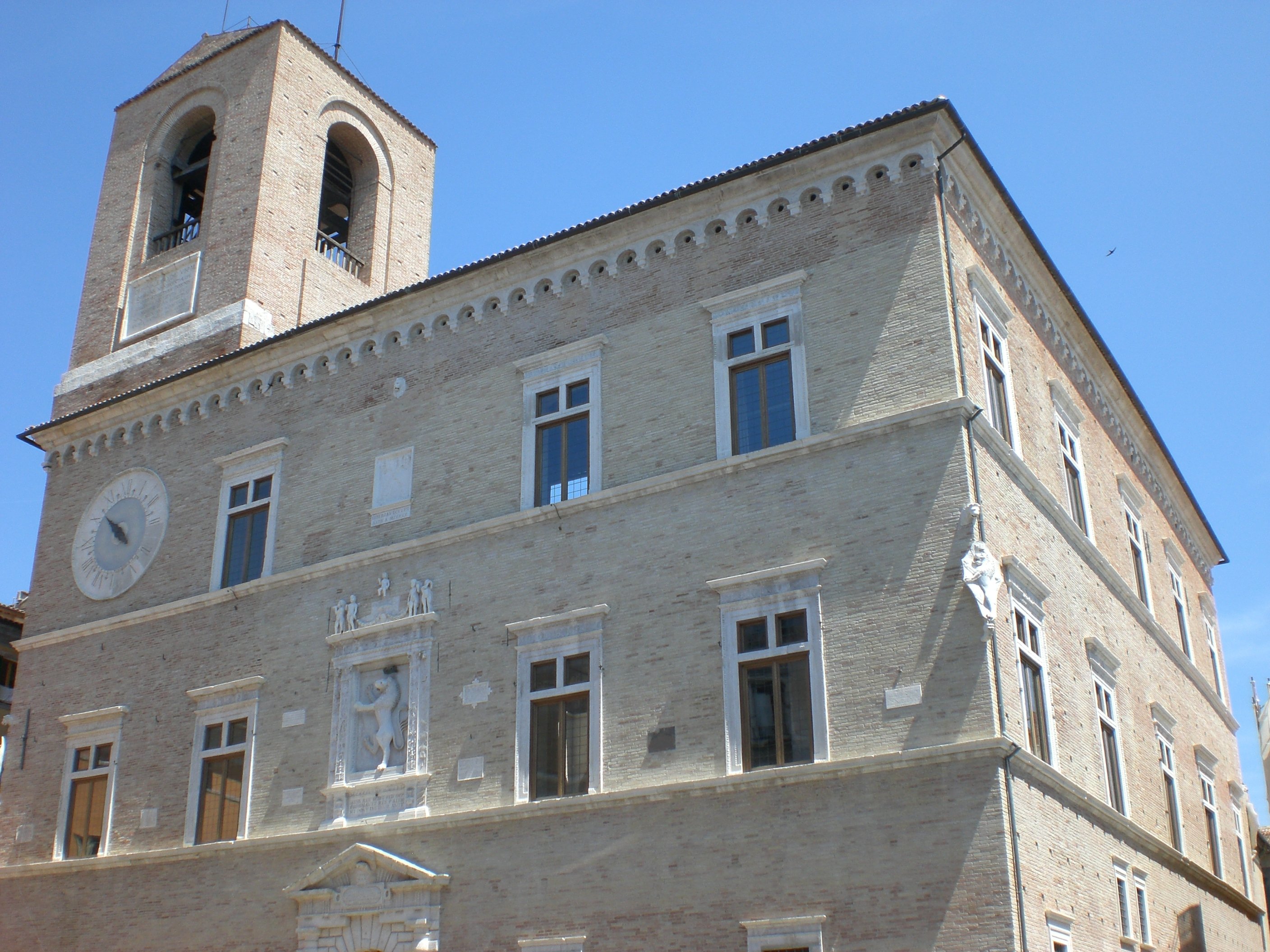
Palazzo della Signoria, Jesi

Francesco di Giorgio si trasferì a Urbino, presso la corte di Federico da Montefeltro, tra il 1475 ed il 1477, e la sua presenza è documentata dal maggio 1477. A Urbino l'artista visse a lungo e venne impegnato soprattutto come architetto civile e militare, sostituendo Luciano Laurana nel completamento del Palazzo Ducale e nella costruzione di residenze e fortificazioni per il duca Federico in tutto il ducato. Si occupò anche del duomo, del convento di San Bernardino e del monastero di Santa Chiara. Non risultando un'attività significativa come architetto a Siena, rimane da chiarire questo nuovo ruolo che gli venne attribuito dal duca Federico forse per la competenza tecnica dimostrata nella prima raccolta di disegni di macchine e architetture militari, Opusculum de architectura, dedicato e presentata al Duca da Francesco di Giorgio; questi primi studi dettero poi vita al famoso Trattato di architettura civile e militare.
Si occupò di un gran numero di progetti e cantieri per i quali non risulta agevole ricostruire il ruolo effettivo, se effettivamente progettuale o di supervisione. In effetti, come per il resto della sua vita, a fronte di pochissime opere documentate, gli è attribuito, tra molte incertezze, un gran numero di progetti.
Come ingegnere militare partecipò anche a campagne militari del duca di Montefeltro, come farà anche in seguito al servizio della Repubblica senese o del re di Napoli.

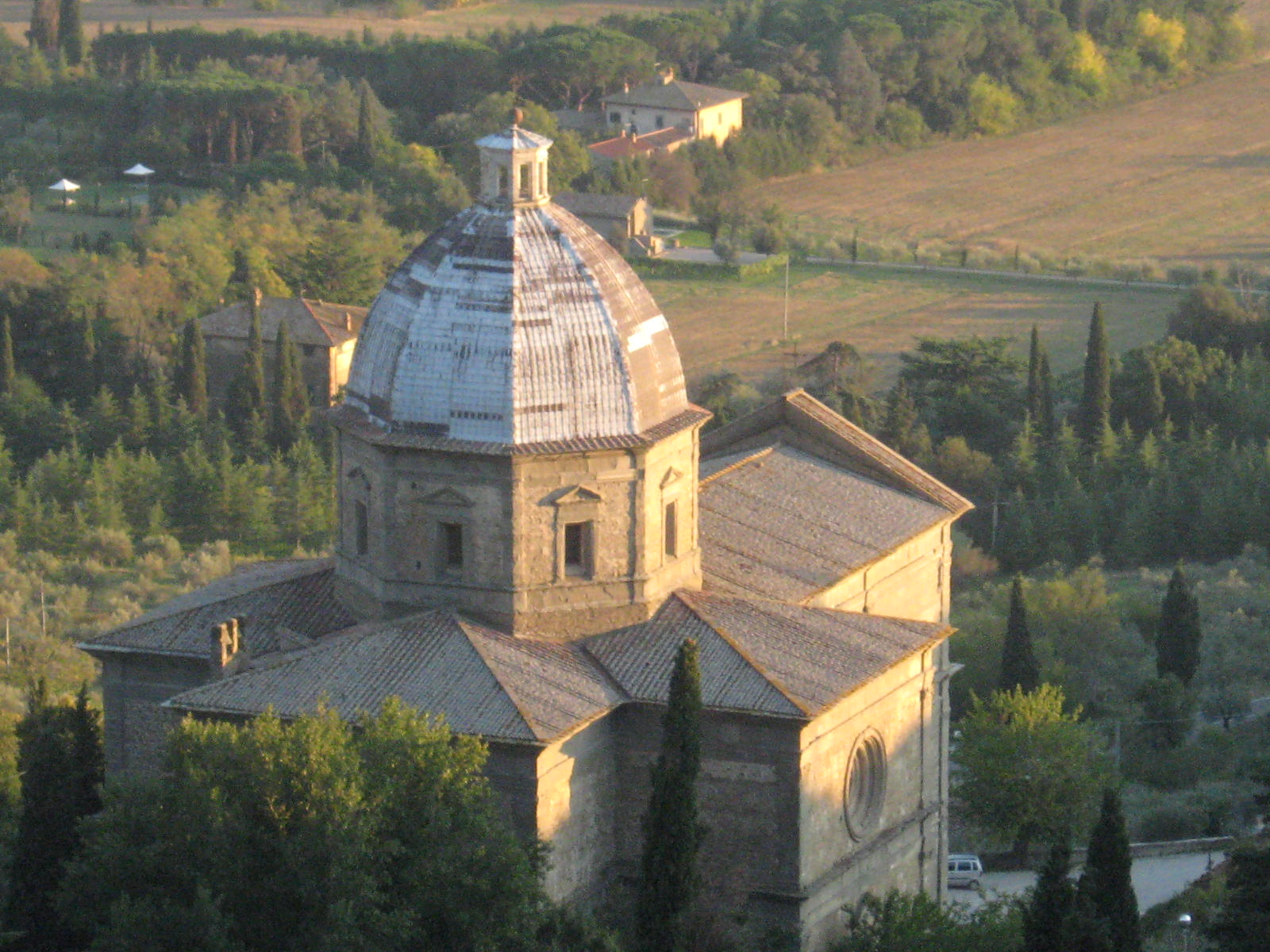
Veduta della Chiesa di Santa Maria delle Grazie al Calcinaio a Cortona

Durante il periodo urbinate, la sua fama crebbe molto e divenne così, nella sua poliedricità, una delle figure più importanti della progettazione ingegneristica e architettonica rinascimentale, uno dei pochi a potersi dire, oltre che artista e tecnico, anche intellettuale umanistico, in grado di leggere Vitruvio.
Molto probabilmente lavora nel santuario di Loreto in seguito a Marino di Marco Cedrino muratore e fabbricatore in Santa Casa dal 1471 al 1477.
Dopo la morte del duca Federico da Montefeltro (1482) gli impegni a Urbino si allentarono e Francesco di Giorgio fu attivo anche per Giovanni Della Rovere e in città vicine come Cortona, dove realizzò la Chiesa di Santa Maria delle Grazie al Calcinaio disegnata nel 1484 ed edificata a partire dall'anno successivo, ad Ancona, dove realizzò il Palazzo del Governo a partire dal 1484, e a Jesi, dove disegnò il Palazzo della Signoria nel 1486. Quest'ultimo, una delle sue più mirabili opere, mostra una certa influenza dello stile di Laurana.

### Ritorno a Siena

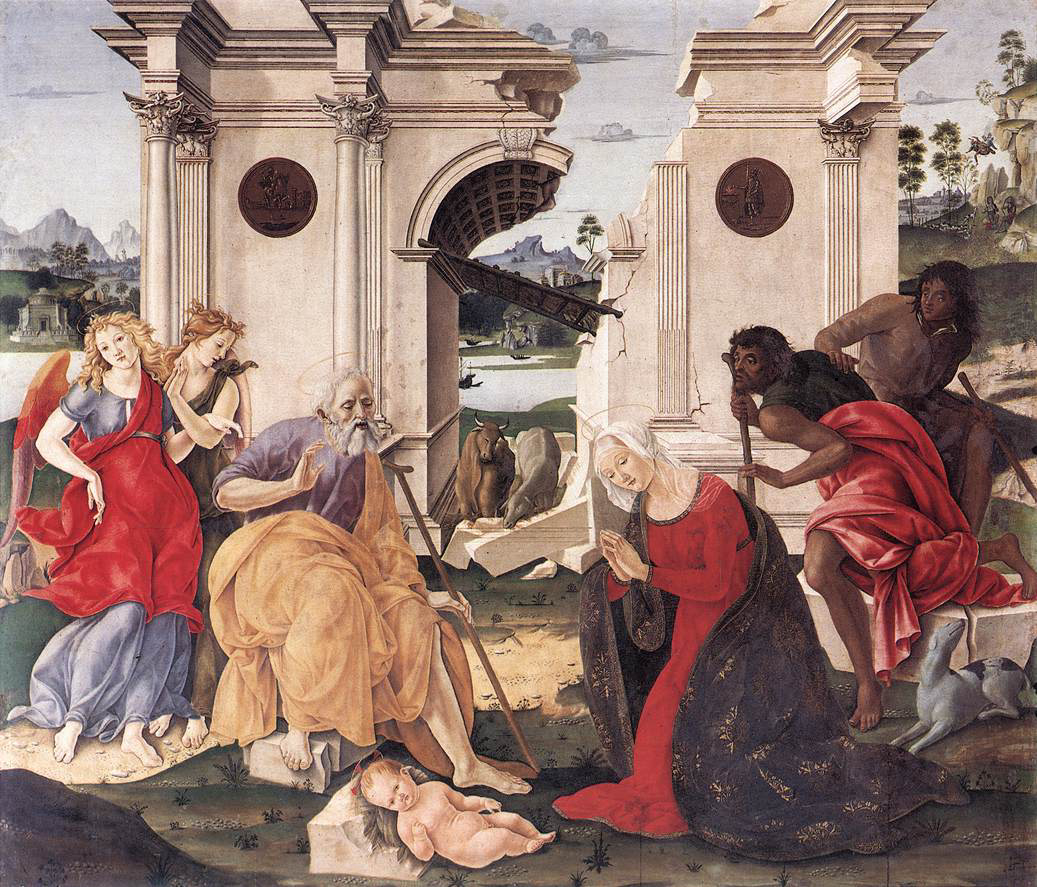
Adorazione del Bambino, 1490 circa, chiesa di San Domenico, Siena

A partire dal 1485 la Repubblica di Siena chiede ripetutamente il rientro del suo artista, ormai divenuto famoso, ma il rientro avviene ogni volta solo in maniera temporanea. Durante questo periodo di transizione Francesco di Giorgio si dedica nella città natale ad alcune fortificazioni militari, come ad esempio alla riparazione e fortificazione del ponte di Maciareto. Solo nel 1489 torna stabilmente a Siena, senza tuttavia disdegnare viaggi in tutta Italia per avere pareri, consulenze, progetti soprattutto nel campo delle fortificazioni.
Per esempio nel 1490 Giovanni della Rovere richiese inutilmente il suo ritorno nelle Marche, mentre nello stesso anno Martini si recò da Gentile Virginio Orsini per consigliarlo sulla Rocca di Bracciano e sul Castello di Campagnano e a Milano dove incontrò Leonardo da Vinci, Bramante e Giovanni Antonio Amadeo in occasione di una sua consulenza per l'erezione del tiburio del Duomo di Milano, commissionata da Ludovico il Moro e per la Cattedrale di Pavia, dove dimorò nell'Albergo del Saracino. Nello stesso anno si registrano viaggi anche a Bologna e Venezia.
Nella città natale di Siena si registrano in questo periodo le più importanti opere pittoriche di Francesco di Giorgio: la Natività della Basilica di San Domenico (1490 circa) e i due affreschi a monocromo per la cappella Bichi della Chiesa di Sant'Agostino raffiguranti, su pareti opposte, la Natività della Vergine e la Natività di Cristo (circa 1488-1494). Si tratta delle più straordinarie opere pittoriche di questo artista, evoluzione dello stile del 1470-1475 che forse aveva già visto la sua realizzazione nella già citata Natività per il Monastero di Monte Oliveto Minore, fuori Porta Tufi (1475). Uno stile rinascimentale tutto fiorentino, nei volti dei personaggi, monumentalità delle figure e paesaggio classico.
A questo periodo risalgono anche i due angeli cerofori per l'altare del Duomo di Siena (1488-1492), il Cristo deposto in terracotta dipinta (1490 circa) nella Basilica dei Servi e la scultura in legno dipinto, raffigurante san Cristoforo (1494 circa), realizzata per la stessa cappella Bichi in Sant'Agostino e oggi conservata al Louvre.

### A Napoli

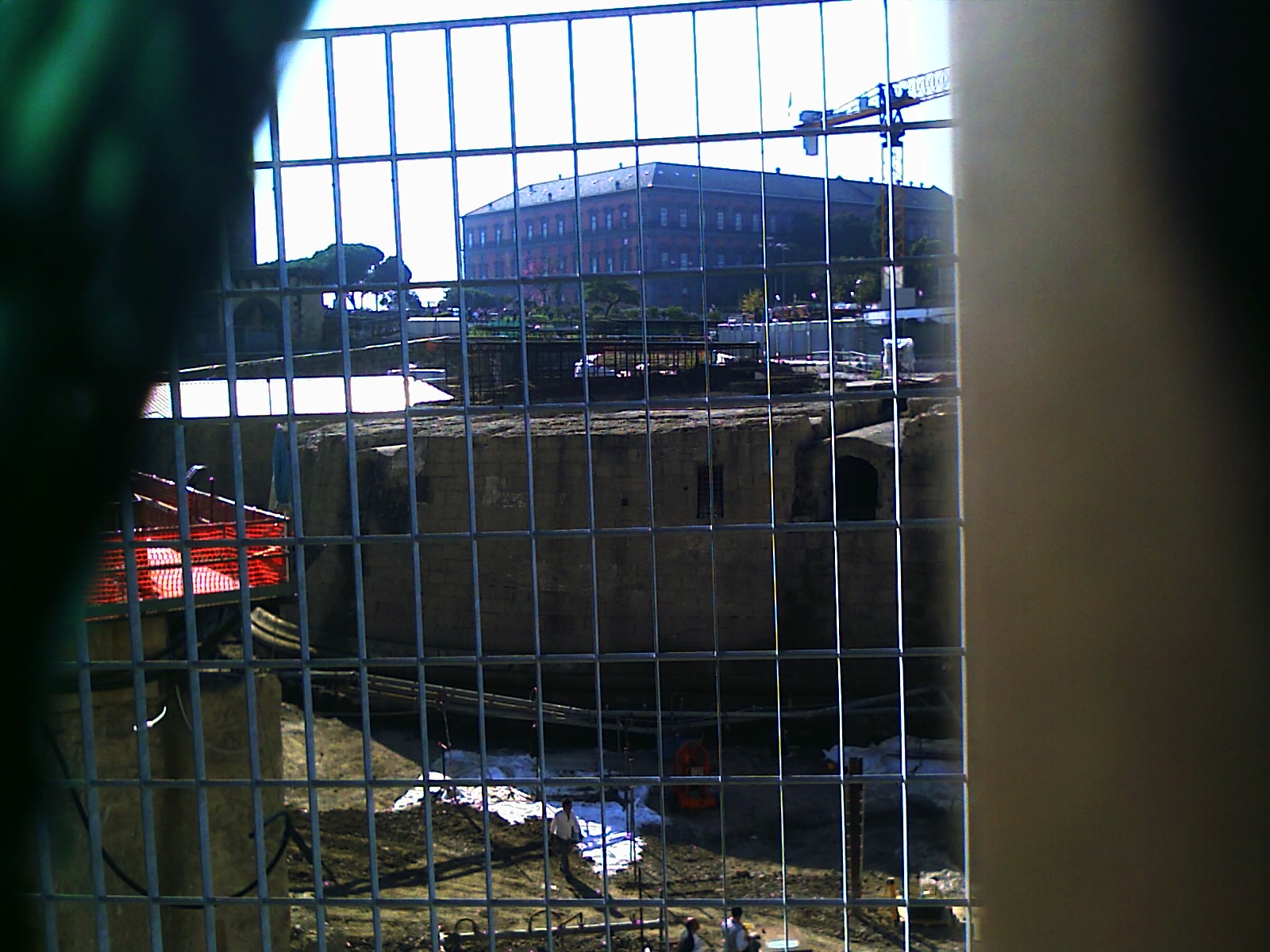
Cantiere intorno al bastione difensivo di Castel Nuovo a Napoli

Dal 1491 inizia una serie di viaggi a Napoli al servizio del re, viaggi reiterati nel 1492, 1495 e 1497. Nel 1495, dopo l'occupazione da parte di Carlo VIII di Francia, gli fu affidato l'incarico di rendere la fortezza di nuovo inespugnabile, attraverso la costruzione di una doppia cinta muraria, lavori successivamente passati ad Antonio Marchesi. Successivamente si reca insieme ad Alfonso duca di Calabria a ispezionare le fortezze fino alla Puglia,. Ma in questo periodo si registrano anche viaggi a Lucca, Castelluccio di Montepulciano, Urbino, Loreto e Ancona, generalmente per progettare o revisionare edifici militari.
In quest'ultimo periodo di attività si registrano a Siena due importanti costruzioni: la Chiesa di San Sebastiano in Vallepiatta, oggi oratorio della Contrada della Selva (costruita a partire dal 1493), e la Villa Chigi a Le Volte, presso Siena (a partire dal 1496). L'ultima opera pittorica attribuitegli è la Spoliazione di Cristo sulla via del Calvario nella Pinacoteca Nazionale di Siena (1501).
Francesco di Giorgio morì il 29 novembre del 1501 e venne sepolto a Siena, nella Basilica dell'Osservanza.

## IlTrattato di architettura civile e militare

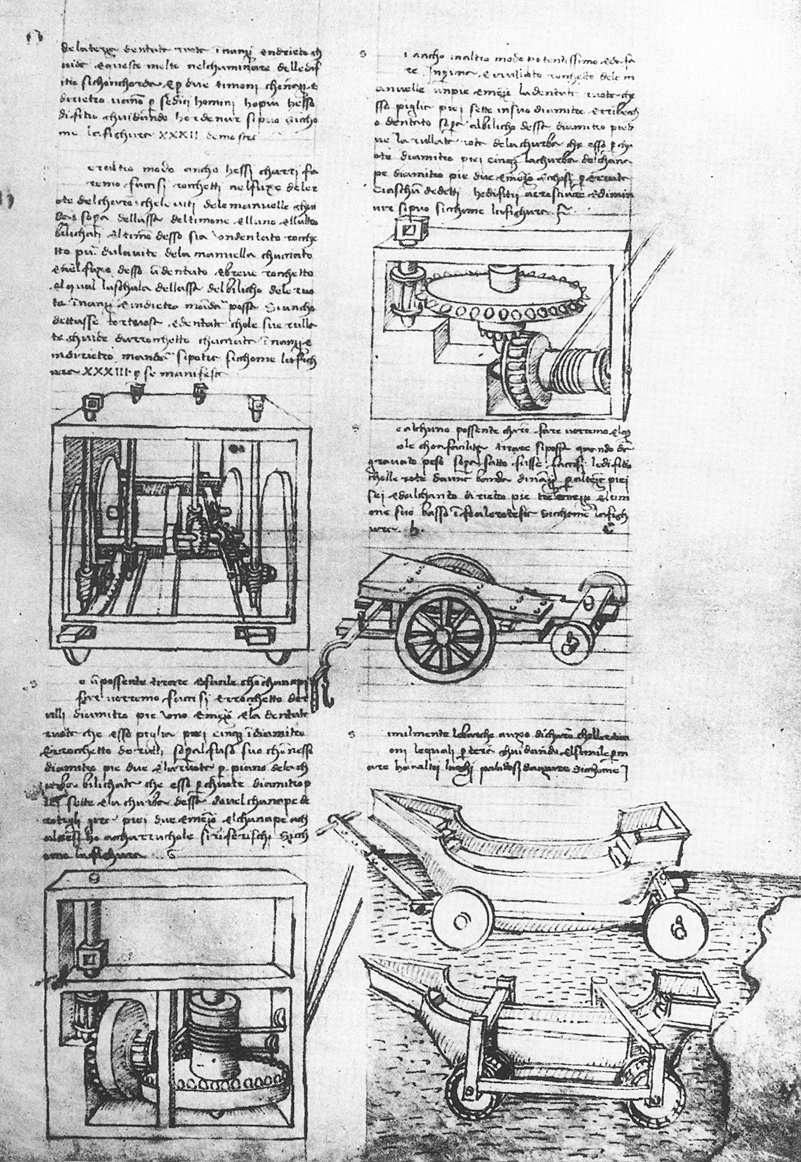
Una pagina del trattato, 1470 circa, Torino, Biblioteca Reale

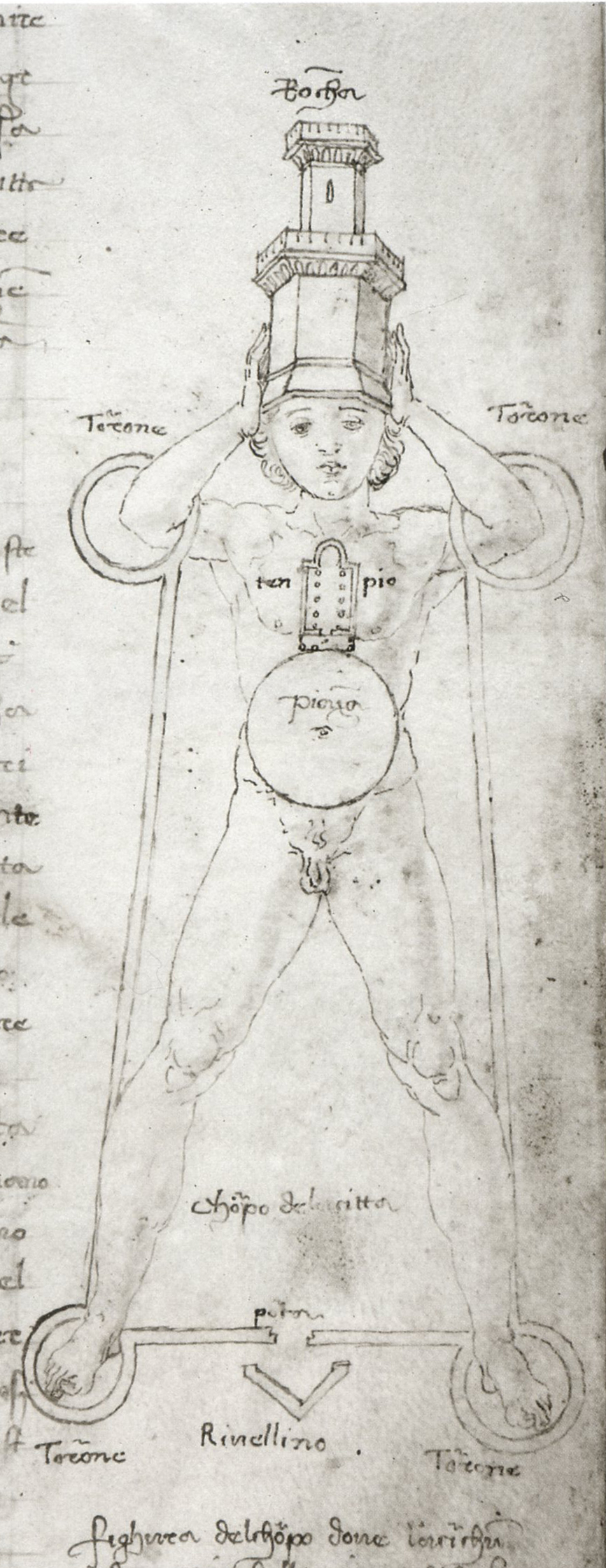
Rappresentazione della città fortificata in forma umana, con la fortezza come testa

Oltre che per la sua opera di architetto e ingegnere militare l'artista è noto per il Trattato di architettura civile e militare scritto durante la sua permanenza presso la corte del Ducato di Urbino.
In realtà Martini aveva cominciato già durante gli anni senesi uno studio grafico e teorico di macchine e architetture militari, i cui risultati sono raccolti in due manoscritti forse predisposti per la sua presentazione al duca Federico:
- Il Codicetto della Biblioteca Apostolica Vaticana, che contiene molti disegni di macchine, ripresi prevalentemente dagli studi del Taccola.
- L'Opusculum de architectura, una raccolta di disegni, ora al British Museum.

A Urbino in un ambiente culturalmente all'avanguardia, dove conobbe probabilmente Leon Battista Alberti, le sue ricerche si ampliarono allo studio dell'antico, della lingua latina e di Vitruvio. Una frammentaria traduzione del De architectura è conservata nel codice Magliabechiano n.141 alla Biblioteca Nazionale di Firenze. In un altro manoscritto non autografo, denominato codice Zichy, sono contenuti stralci di un abbozzo di trattato conformato sul modello del trattato vitruviano.
Il suo "Trattato" fu una ricerca continua, raccolta in vari manoscritti, e in diverse stesure, ma che possiamo schematizzare come formato da due parti:
- Trattato I (Architettura, ingegneria e arte militare), risalente probabilmente al periodo 1478-1481: codice Ashburnham 361 (Biblioteca Laurenziana) e codice Saluzziano 148 (Biblioteca Reale di Torino).
- Trattato II (Architettura civile e militare), risalente probabilmente agli anni novanta: codice Senese S.IV.4 della Biblioteca Comunale di Siena e codice Magliabechiano II.I.141 della Biblioteca Nazionale di Firenze.

Elemento pionieristico nel trattato fu l'uso di numerosissimi disegni, realizzati a chiarimento del testo, e che devono essere considerati come un'essenziale componente del suo pensiero e della sua ricerca, non semplici illustrazioni di una riflessione puramente testuale.
Nell'opera di Francesco di Giorgio hanno un grande rilievo le ricerche relative ai principi innovativi dell'arte fortificatoria detta fortificazione alla moderna, della quale è considerato il fondatore insieme coi fratelli Antonio e Giuliano da Sangallo.
Il corpus teorico di Martini è molto vasto e variegato e comprende anche un'"Opera di architettura" dedicata al Duca Alfonso di Calabria.
Una copia del suo trattato, che ebbe grande diffusione e vasta rinomanza, fu in possesso di Leonardo da Vinci che lo commentò minuziosamente; tale copia è conservata nella Biblioteca Medicea Laurenziana a Firenze.

## Opere costruite

### Architettura militare
Rocche documentate

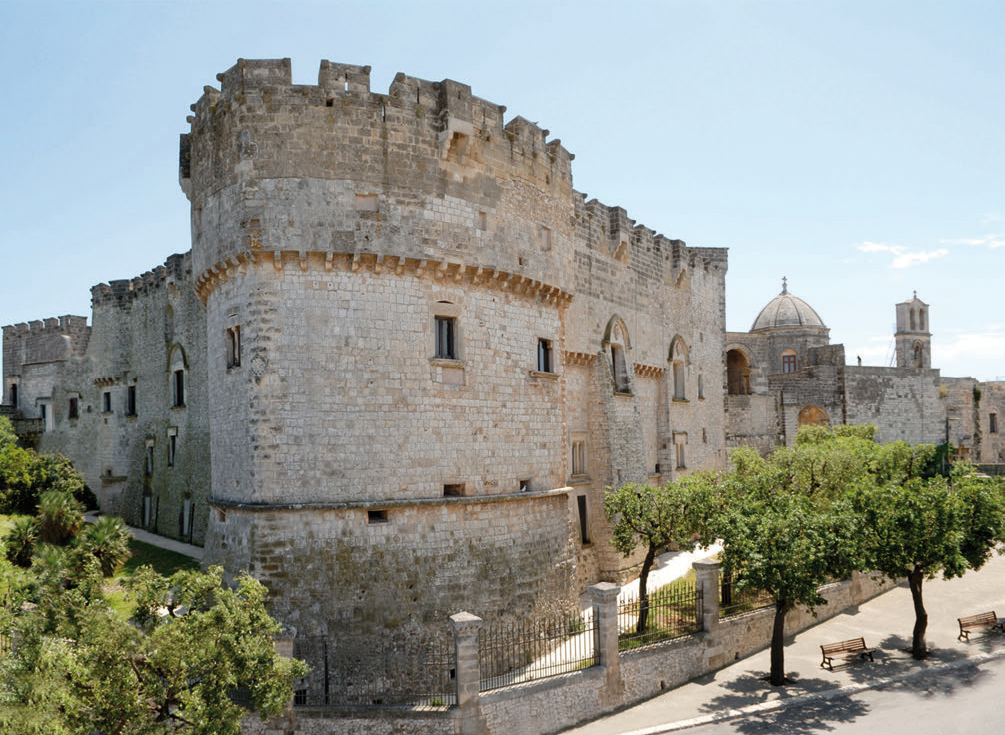
Torre a mandorla del Castello di Carovigno progettata da Francesco di Giorgio Martini.

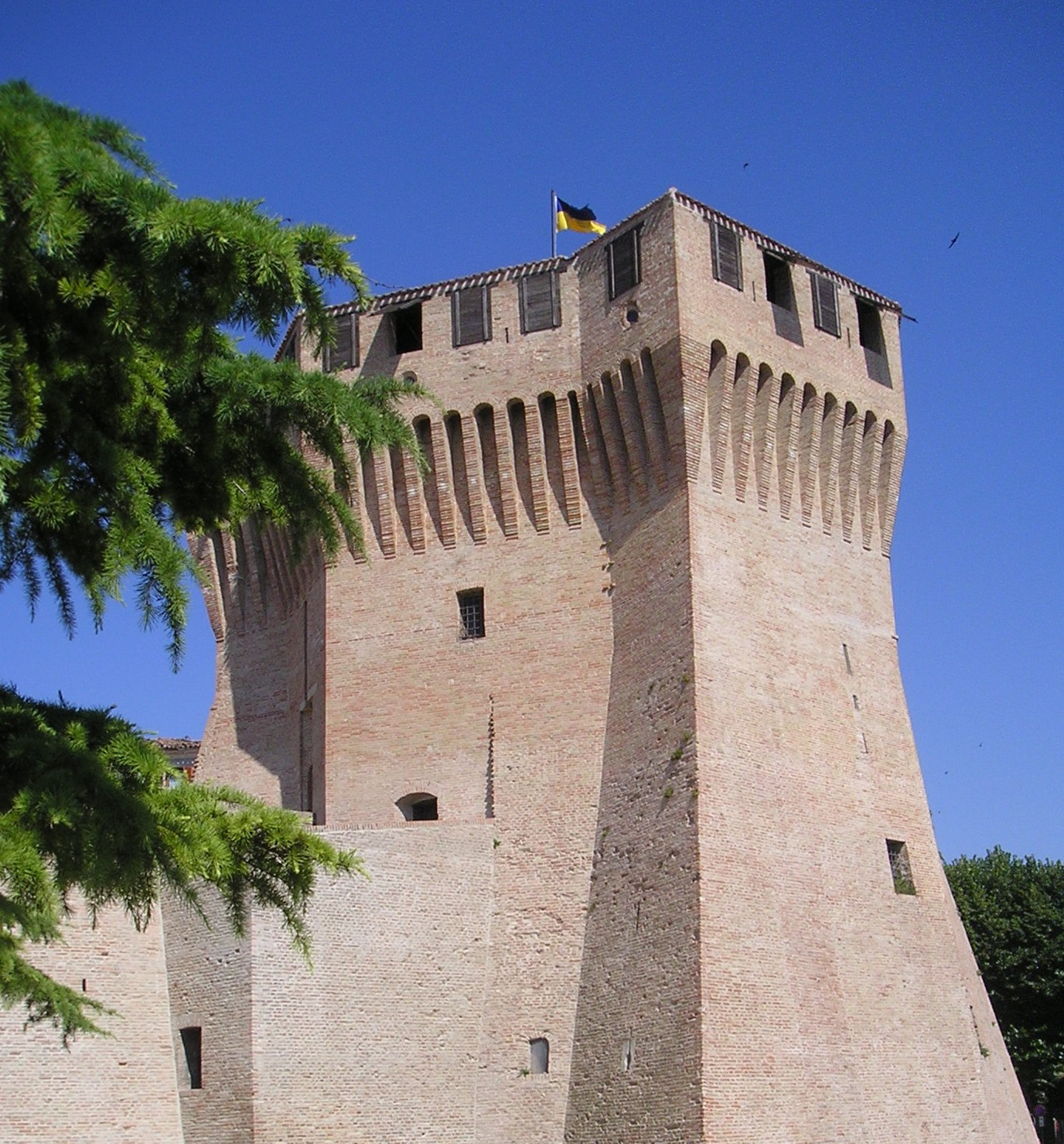
La Rocca di Mondavio.

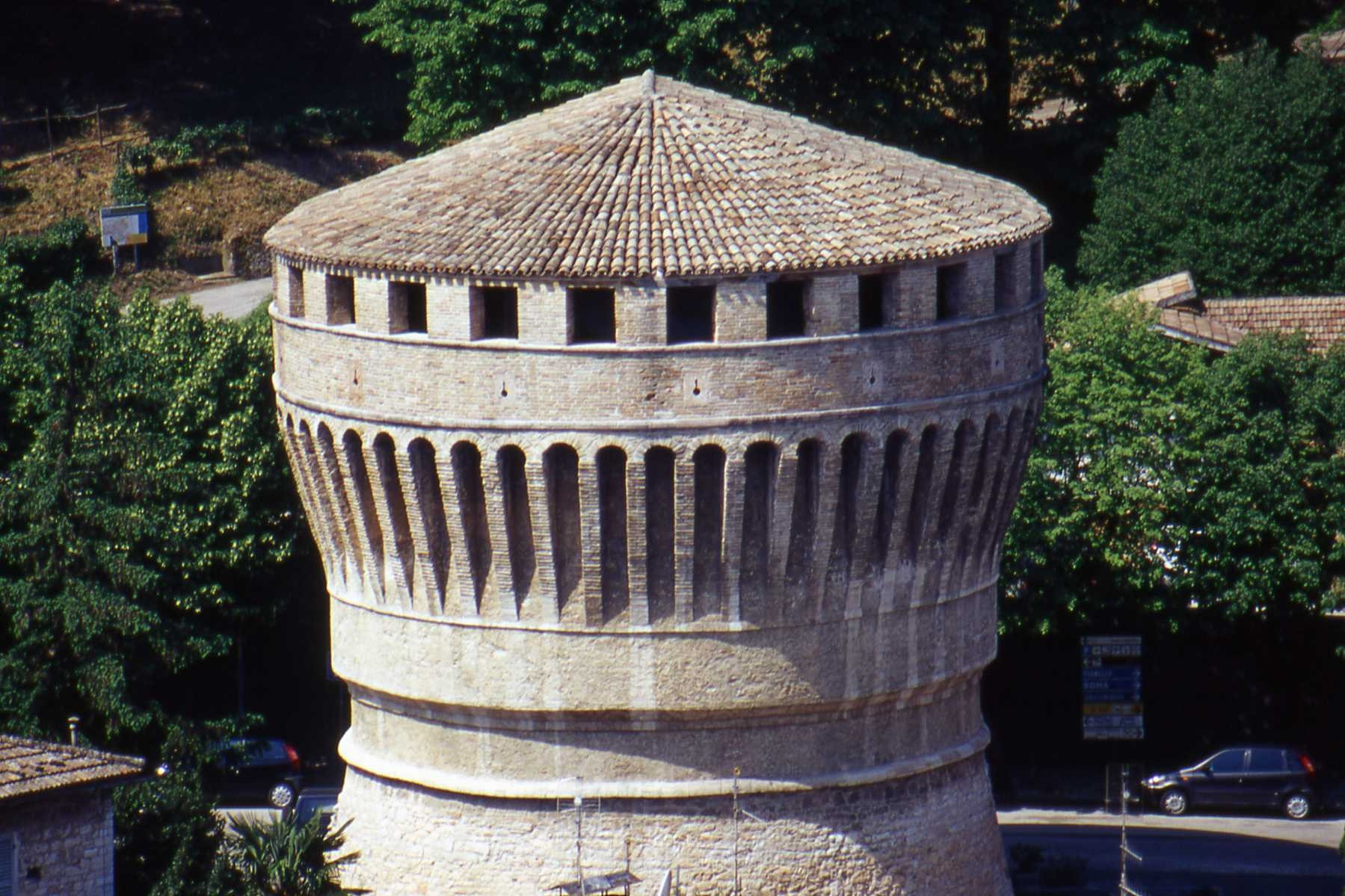
Il Torrione della Rocca di Cagli

- Fortificazione di Costacciaro (dal 1477), con un innovativo rivellino acuto.

Rocche illustrate nel trattato.
- Rocca di Sassofeltrio (1478-1486), non più esistente.
- Rocca di Cagli (1478-1482) in parte smantellata nel 1502, aveva forma romboidale con torri circolari lungo il perimetro; di essa rimangono solo alcune parti, tra cui il grande Torrione ancor oggi collegato alla Rocca da un lungo camminamento sotterraneo ("Soccorso converto"). Una cospicua porzione della Rocca è stata inglobata dal Convento dei Cappuccini del 1568 mentre è ancora visibile il puntone con i torricini e la piazza d'arme.
- Rocca di Serra Sant'Abbondio (1478-1486), a forma romboidale, tipica di Francesco di Giorgio; non più esistente.
- Rocca roveresca di Mondavio (PU) (progettata intorno al 1483-1485).
- Rocca di Tavoleto (1478-1486), non più esistente.
- Rocca roveresca di Mondolfo (PU) (dal 1483-1485), demolita nel 1894, e adeguamento mura castellane (ancora oggi visitabili).
- Bastione di Sant'Anna di Mondolfo (PU), di particolare interesse richiamando l'ideazione del famoso architetto senese Francesco di Giorgio Martini con all'interno il Giardino Martiniano (XVI secolo)

Rocche e fortificazioni attribuite
- Mastio della cinta fortificata di San Costanzo (PU) (1501 ca.). (cfr. Mariano 1989).
- Rocca ubaldinesca di Sassocorvaro (PU) (1476 - 1478).
- Rocca di Colmatrano, mura urbiche e Castello Gabrielli di Cantiano (PU) (ristrutturazione del 1478).
- Rocca e mura urbiche di Gubbio (PG) (ristrutturazione del 1481).
- Fortilizio e mura urbiche di Sant'Agata Feltria (RN) (ristrutturazione del 1474).
- Rocca di San Leo (ristrutturazione dal 1475 al 1478).
- Rocca malatestiana di Monte Cerignone (PU).
- Rocca malatestiana di Fossombrone (PU) (ristrutturazione del 1470); fu smantellata dal duca Guidobaldo I da Montefeltro nel 1502; ne restano solo alcuni ruderi.
- Castello di Frontone (PU) (limitatamente al puntone).
- Lavori alla Rocca aldobrandesca (Porto Ercole) e costruzione del Bastione di Santa Barbara a Porto Ercole.
- Rocca e mura urbiche di Pergola (PU).
- Castello Orsini-Colonna di Avezzano (AQ).
- Castello Aragonese di Taranto, 1486-1492.
- Castello di Monte Sant'Angelo, 1491-1497.
- Castello di Gallipoli.
- Castello Dentice di Frasso di Carovigno (torre a mandorla).
- Mura di Jesi, seconda metà del XV secolo.
- Mura di Corinaldo (ampliamento), 1484-90. Sull'attribuzione delle mura di Jesi e di Corinaldo a F.di G. non c'è alcuna documentazione storica né analisi critica attendibile.

### Architettura civile

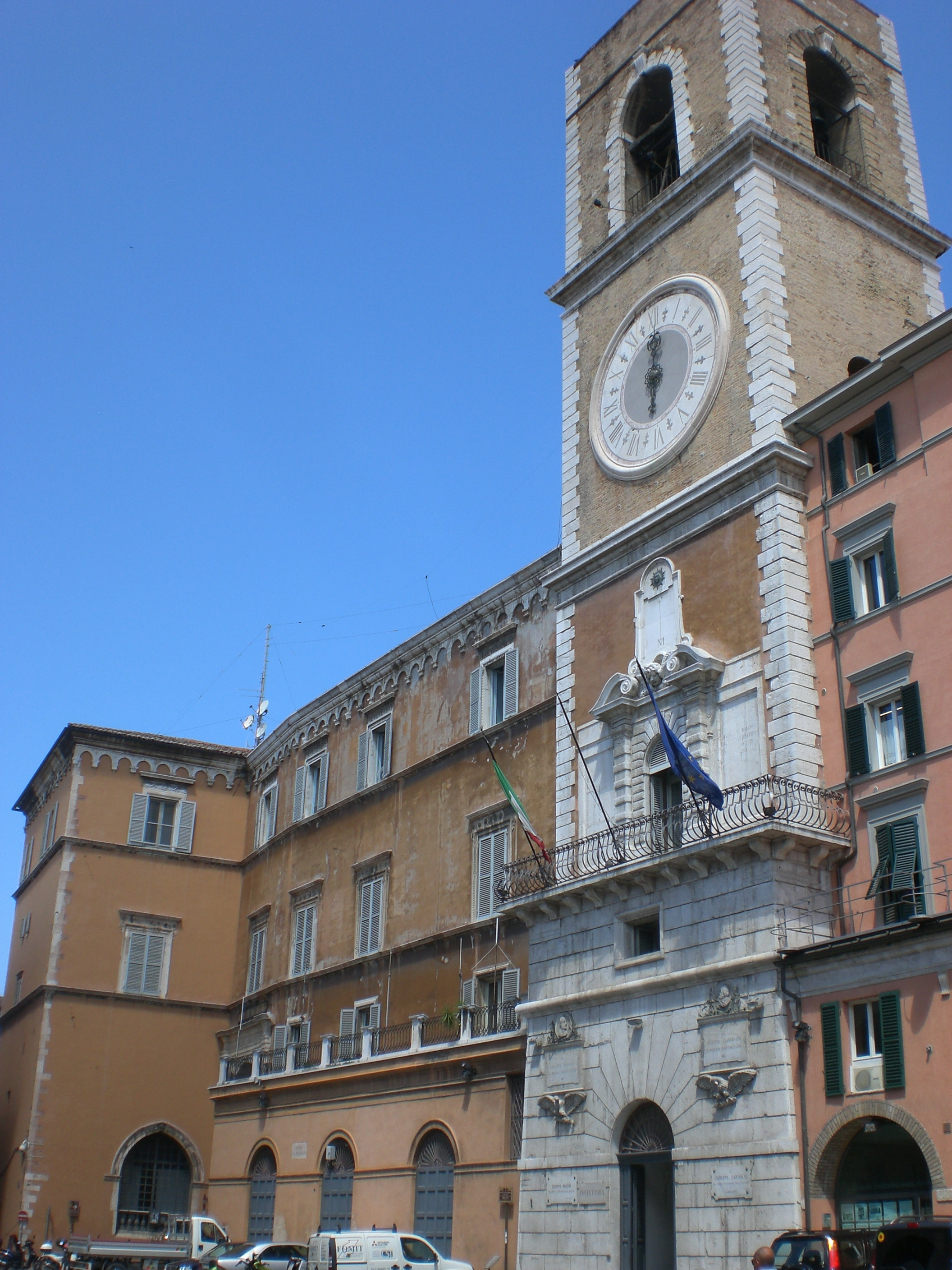
Il Palazzo del Governo di Ancona.

- Palazzo ducale di Urbino. Completamento del cantiere ed ampliamenti; in particolare risulta documentato il suo progetto delle scuderie con la loro rampa elicoidale e attribuita la Cappellina del Perdono.
- Palazzo ducale di Gubbio (PG) (1480).
- Palazzo pubblico di Cagli (PU) (1476).
- Palazzo della Signoria di Jesi (AN) (1486 - 1498).
- Palazzo ducale di Urbania (PU) (attribuzione incerta contesa con Baccio Pontelli).
- Palazzo del Governo ad Ancona (1493), progettato da Francesco e realizzato da Michele di Giovanni e suo figlio Alvise.
- Palazzo ducale di Mercatello sul Metauro (PU) (1474).
- Villa Le Volte a Siena (attribuzione incerta contesa con Baldassarre Peruzzi).

### Architettura religiosa
- Convento di San Bernardino degli Zoccolanti o Mausoleo Ducale a Urbino.
- Monastero e Chiesa di Santa Chiara a Urbino, attribuito.[9]
- Chiesa di Santa Maria delle Grazie al Calcinaio a Cortona.
- Chiesa di San Sebastiano in Vallepiatta a Siena.
- Duomo di Urbino, nella sua forma rinascimentale, andata in gran parte perduta, ne restano tracce sulla facciata posteriore e nella pianta della cattedrale odierna.

### Pittura

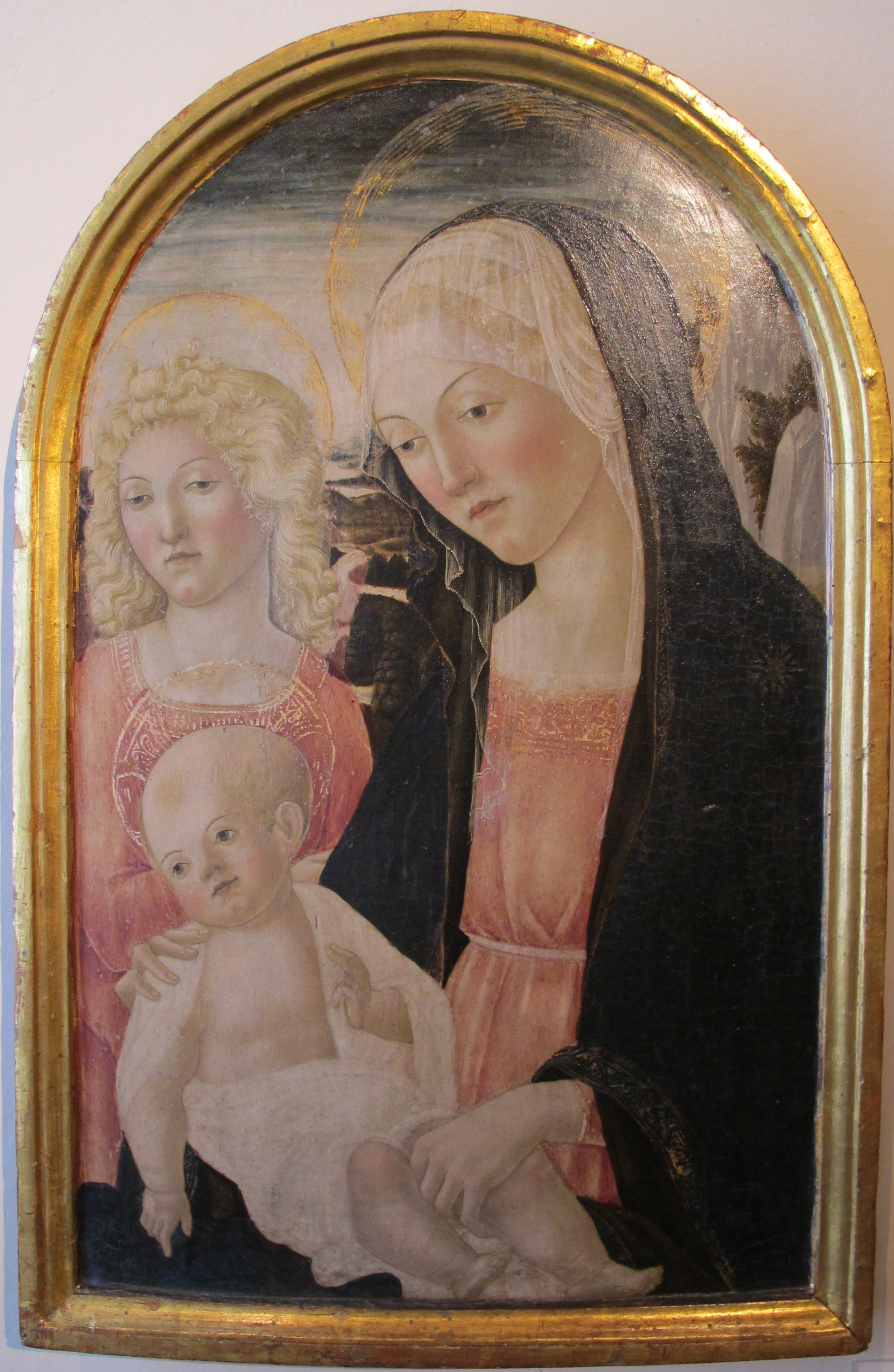
Madonna col Bambino e un angelo, 1471 circa, Pinacoteca Nazionale di Siena

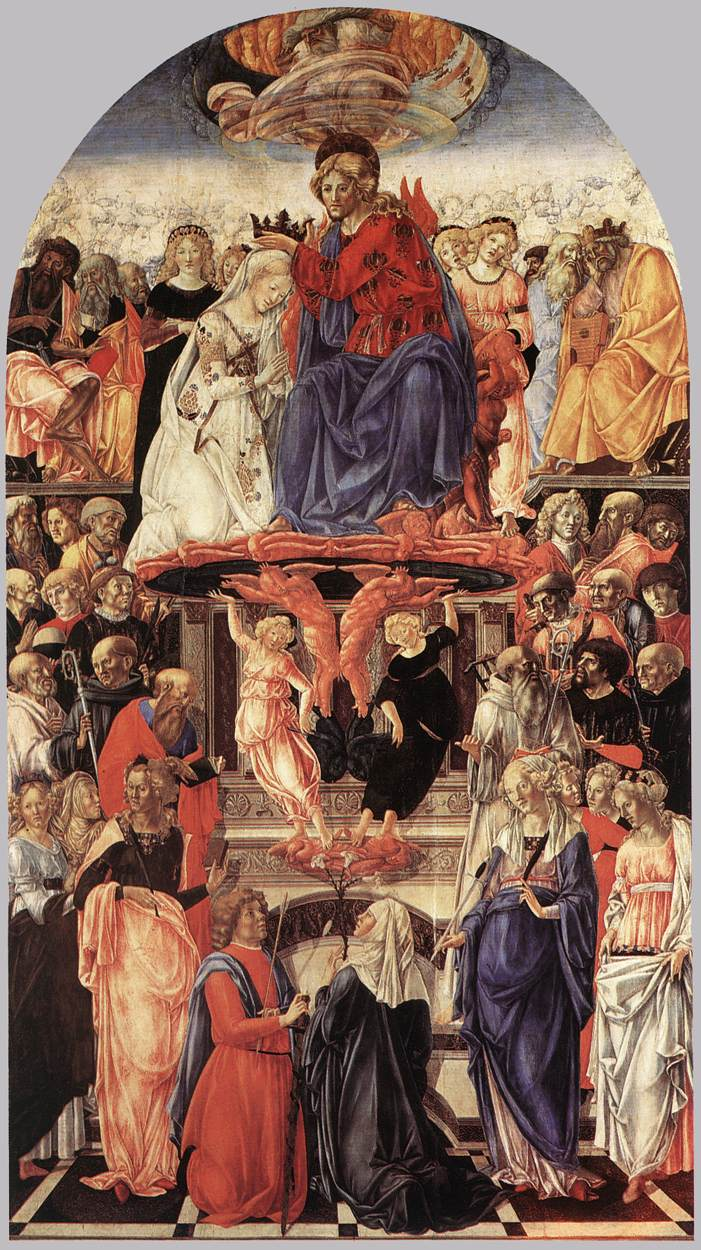
Incoronazione della Vergine, 1472-1474, Pinacoteca nazionale, Siena.

- Pio II nomina cardinale suo nipote (gabella), 1460, Siena, Archivio di Stato
- Codice miniato per un antifonario dell'abbazia di Monte Oliveto maggiore, 1460, Chiusi, Museo del Duomo
- Codice miniato per De Animalibus di Alberto Magno, 1463, Siena, Basilica dell'Osservanza
- Predica di San Bernardino, 1462-1463, Liverpool, Walker Art Gallery
- Natività, 1465 circa, Atlanta, Art Association Galleries
- Madonna con due angeli, 1465-1466 circa, Coral Gables (Florida), Lowe Gallery,
- Madonna del Terremoto (biccherna), 1467, Siena, Archivio di Stato
- Madonna col Bambino, 1468-1470 circa Cambridge, Massachusetts, Fogg Art Museum
- Madonna Annunciata, 1469 circa, Siena, Pinacoteca nazionale
- Madonna col Bambino e santi Pietro e Paolo, 1470 circa, Siena, Pinacoteca nazionale
- Madonna col Bambino, santa Regina, Santa Lucia e due angeli, 1470 circa, Siena, Pinacoteca nazionale
- Madonna col Bambino, santi e angeli, 1469-1472, Boston, Museum of Fine Arts
- Natività, 1470 circa, New York, Metropolitan Museum of Art
- Dio Padre, 1470 circa, Washington, National Gallery of Art
- Annunciazione proveniente dalla Basilica di San Domenico di Siena, 1470-1472, Siena, Pinacoteca nazionale
- Madonna col Bambino e angelo, 1471 circa, Siena, Pinacoteca nazionale
- Madonna col Bambino, 1472 circa, Avignone, Musée du Petit Palais
- Incoronazione della Vergine proveniente dall'Abbazia di Monte Oliveto Maggiore, 1472-1474, Siena, Pinacoteca nazionale
- Natività con i santi Bernardo e Tommaso d'Aquino, 1475, Siena, Pinacoteca nazionale
- Città ideale (attribuzione controversa), 1477 circa, Berlino, Gemäldegalerie
- Natività, 1488-1494 circa, Siena, Chiesa di Sant'Agostino
- Nascita della Vergine, 1488-1494 circa, Siena, Chiesa di Sant'Agostino
- Adorazione del Bambino, 1490 circa, Siena, Basilica di San Domenico
- Madonna col Bambino, santa Caterina e angeli, 1490 circa, Pedralbes, Fundación Colección Thyssen-Bornemisza
- Madonna col Bambino e due santi, 1495 circa, Siena, Pinacoteca nazionale
- Cristo denudato, 1501 circa, Siena, Pinacoteca nazionale
- Fede, data incerta, Pasadena, Norton Simon Museum
- Cartoni per le tarsie lignee dello Studiolo di Federico da Montefeltro, Palazzo Ducale di Urbino (attribuzione incerta e contesa con Bramante, Botticelli e Baccio Pontelli).

### Scultura

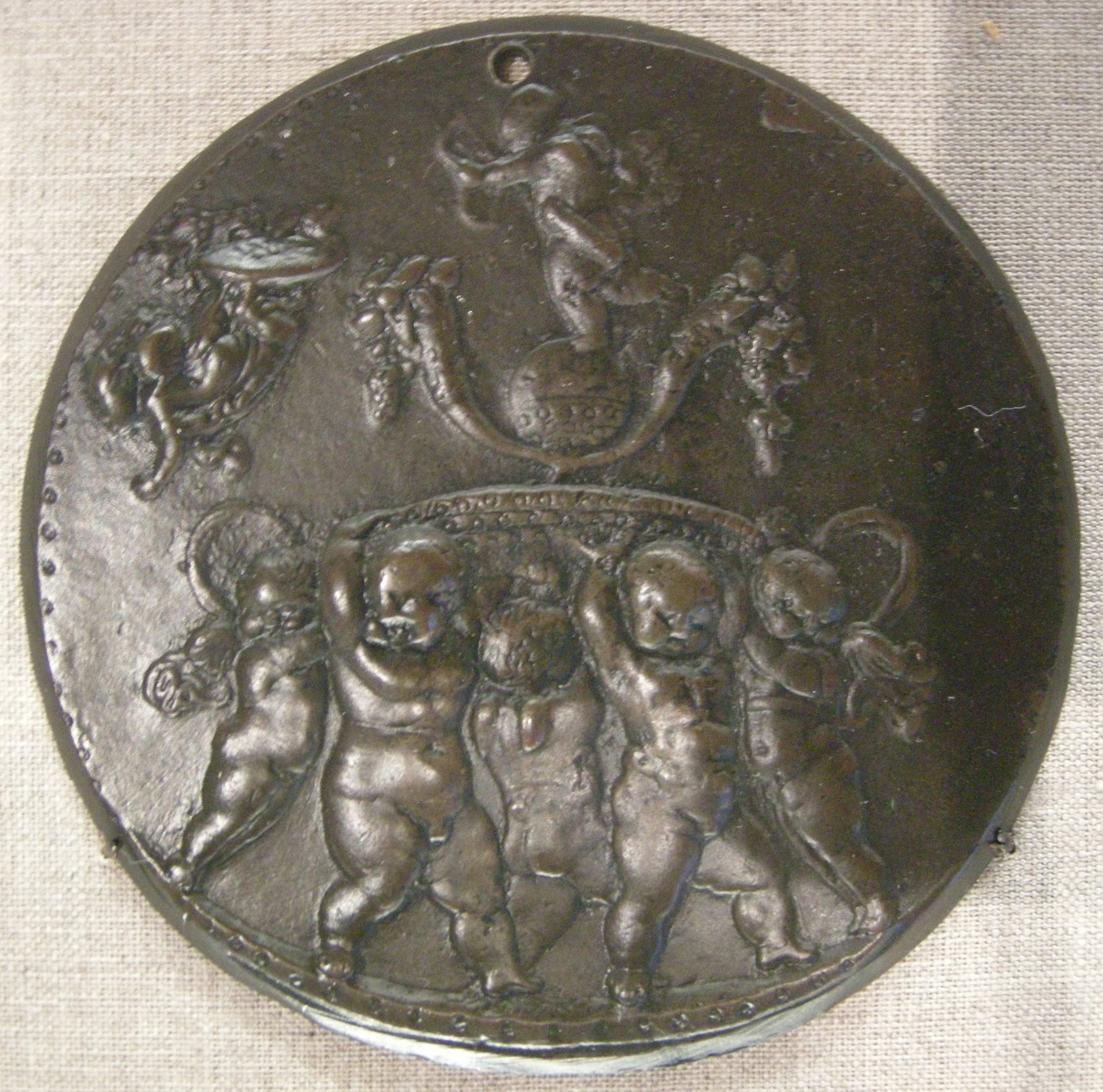
Il trionfo di Cupido, placchetta bronzea, National Gallery of Art

- San Giovanni Battista, 1464, legno policromo, Siena, Museo dell'Opera della Metropolitana
- Compianto sul Cristo morto deposto dalla croce, 1474, Venezia, chiesa di Santa Maria dei Carmini
- Allegoria della Discordia, 1477-1480, Londra, Victoria and Albert Museum
- Flagellazione di Cristo, 1480 circa, placca bronzea, Perugia, Galleria nazionale dell'Umbria
- Scena mitologica, 1480 circa, Siena, Collezione Chigi-Saracini
- San Girolamo nel deserto, 1485 circa, Washington, National Gallery of Art
- San Cristoforo, 1494 circa, Parigi, Museo del Louvre
- Due angeli reggicandelabro, 1488-1492, Siena, Duomo, altare maggiore
- Cristo deposto, 1490 circa, Siena, Basilica dei Servi di Maria